# Дискографија Лил Вејна
Амерички репер, текстописац и продуцент Лил Вејн издао је дванаест студијских албума, један колоборативни албум, три компилацијска албума, два ЕП-а, двадесет и пет микстејпова, двеста синглова и седамнаест промотивних синглова. Музиком се активно бави од 1991. године, када је приступио издавачкој кући Cash Money Records. Први студијски албум Tha Block Is Hot објавио је 1999. године. Током каријере сарађивао је са великим бројем музичара, а добитник је великог броја музичких награда.

### Албуми
Вејн је свој деби албум Tha Block Is Hot објавио 1999. године, за који је добио платинумски сертификат од стране Америчког удружења дискографских кућа. Његов други албум Lights Out објављен је 19. децембра 2000. године за Label: Cash Money и Universal, а изашао је на цд, винил и аудио касета формату. Албум 500 Degreez објављен је 2002. године, привукао је велику пажњу и добио позитивне критике. Четврти студијски албум Tha Carter објављен је 29. јуна 2004. године, који је његов најпродаванији албум, за кога је уједно добио и златни сертификат од стране Америчког удружења дискографских кућа. Албум је освојио награду за најбољи реп албум године, 2009. године.
Са репером Бирдманом 2008. године објавио је колоборативни албум под називом Like Father, Like Son. Албум Tha Carter II објављен је 6. децембра 2005. године за Cash Money и Universal, а изашао је на ЦД и винил формату, као и за дигитално преузимање.
ЕП The Leak, објављен је 25. децембра 2007. године у дигиталном издању.

Албум Tha Carter III објављен је 10. јуна 2018. године, добио је троструки платинумски сертфикат, а изашао је на ЦД, винил формату и за виртуелно преузимање.
Осми студијски албум Rebirth објављен је 2. фебруара 2010. године, а изашао је под окриљем издавачких кућа Cash Money, Young Money и Universal Motown. Албум је у Сједињеним Државама продат у 778.000 примерака, а освојио је златни сертификат од стране Америчког удружења дискографских кућа. Наредни албум под називом I Am Not a Human Being објављен је 2001. године, продат је 953.000 примерака у Сједињеним Државама, а од стране Америчког удружења дискографских кућа добио је златни сертификат. Године 2011. Лил Вејн објављује албум Tha Carter IV под окриљем издавачких кућа Cash Money, Young Money и Universal Republic. Албум је добио златни сертификат у Сједињени Државама и сребрни у Уједињеном Краљевству. Tha Carter IV  нашао се на листама широм света, у Сједињеним Државама продат је у 2.296.000 примерака, а у читавом свету продато је око 3.500.000 примерака.
I Am Not a Human Being II, десети по реду албум репера објављен је 26. марта 2013. године. У Канади и Сједињеним Државама добио је златни сертификат, а нашао се на листама најбољих албума широм света. Изашао је на ЦД и винил формату, као и за виртуелно преузимање. У Сједињеним Државама продат је у 529.00 примерака. Албум Free Weezy Album објављен је 4. јула 2015. године под окриљем издавачких кућа Young Money и Republic, док је дванаести студијски албум под називом Tha Carter V издат 28. септемра 2018. године. Tha Carter V се нашао на листама широм света најбољих албума, а у Сједињеним Државама продат је у 141.000 примерака.
Од 2015. године сви студијски албуми Лил Вејна сертификовани су од стране Америчког удружења дискографских кућа. У Сједињеним Државама продао је преко 15 милиона примерака албума до 2013. године, а дигиталих издања преко 37. милиона.

### Синглови
Током каријере објавио је 200 синглова, укључујући 44 као водећи музичара и дванаест промотивних синглова. Његов први сингл који је досео на музичке листе био је Back That Azz Up из 1999. године. Сингл се такође нашао на листи Билборд хот 100 на деветнаестом месту и међу првих десет песама на листи Hot R&B/Hip-Hop. На Лил Вејновом деби албуму Tha Block Is Hot нашао се истоимени сингл која се нашла на 65 месту Билборд хот 100 листе. Сингл Lights Out објављен у децембру 2000. године такође је доспео на велики број музичких листа широм света. Песма Way of Life, водећи сингл са трећег студијског албума 500 Degreez, била је на 71 месту Билборд хот 100 листе и ушла у 20 најбољих песама листе Hot rap songs. Године 2000. гостовао је на синглу Soliders групе Дестинис чајлд, а песма је доживела велики успех и нашла се на листи Hot 100.
Са четвртог студијскиг албума Tha Carter, водећи сингл био је Go D.J, а нашао се међу двадесет најбољих песама листе Hot 100 и добио платинумски сертификат од стране Америчког удружења дискографских кућа. Са албума Tha Carter II који је објављен у децембру 2005. године, истакли су се синглови Fireman и Hustler Musik, који су се нашли на 32. односно 87. месту листе Hot 100.
На албуму Like Father, Like Son нашла су се четири сингла — Stuntin' Like My Daddy, Leather So Soft, Know What I'm Doin' и You Ain't Know, а сви они су се нашли на листи Hot R&B/Hip-Hop Songs.
Године 2012. репер је објацио сингл Right Above It у сарадњи са Дрејком, а након тога избацио албум Tha Carter IV, са којег су се истакле песме 6 Foot 7 Foot, How to Love и She Wil. Са деветом студијском албума I Am Not a Human Being II, истакао се сингл Love me, који се нашао на музичким листама широм света. Године 2014. Лил Вејн издао је сингл Believe Me у сарадњи са Дрејком, а песма је награђена платинумским сертификатом од стране Америчког удружења дискографских кућа. Са једанаестог студијског албума Free Weezy истакао се сингл Glory.

## Студијски албуми
| Назив                           | Детаљи | Позиција | Позиција | Позиција | Позиција | Позиција | Позиција | Позиција | Позиција | Позиција | Позиција | Број проданих примерака             | Сертификати                                                                       |
| Назив                           | Детаљи | САД      | САД R&B  | САД реп  | АУС      | КАН      | ФРА      | ИР       | НЗ       | ШВЕ      | УК       | Број проданих примерака             | Сертификати                                                                       |
| ------------------------------- | --- | -------- | -------- | -------- | -------- | -------- | -------- | -------- | -------- | -------- | -------- | ----------------------------------- | --------------------------------------------------------------------------------- |
| Tha Block Is Hot                | - Датум објављивања: 2. новембар 1999. - Издавачка кућа: Cash Money Records, Universal Records - Формат: ЦД, винил, касета                                | 3        | 1        | —        | —        | —        | —        | —        | —        | —        | —        | - US: 1,402,000                     | - Америчко удружење дискографских кућа: Платина                                   |
| Lights Out                      | - Датум објављивања: 19. децембар 2000. - Издавачка кућа: Cash Money, Universal - Формат: ЦД, винил, касета                                               | 16       | 2        | —        | —        | —        | —        | —        | —        | —        | —        |                                     | - Америчко удружење дискографских кућа: Златно                                    |
| 500 Degreez                     | - Датум објављивања: 23. јул 2002. - Издавачка кућа: Cash Money, Universal - Формат: ЦД, винил, дигитално преузимање                                      | 6        | 1        | —        | —        | —        | —        | —        | —        | —        | —        |                                     | - Америчко удружење дискографских кућа: Златно                                    |
| Tha Carter                      | - Датум објављивања: 29. јун 2004. - Издавачка кућа: Cash Money, Universal - Формат: ЦД, винил, дигитално преузимање                                      | 5        | 2        | 1        | —        | —        | —        | —        | —        | —        | —        | - US: 878,000                       | - Америчко удружење дискографских кућа: Златно                                    |
| Tha Carter II                   | - Датум објављивања: 6. децембар 2005. - Издавачка кућа: Cash Money, Universal - Формат: ЦД, винил, дигитално преузимање                                  | 2        | 1        | 1        | —        | 26       | —        | —        | —        | —        | —        | - US: 1,400,000                     | - Америчко удружење дискографских кућа: Платина                                   |
| Like Father, Like Son (Birdman) | - Датум објављивања: 31. октобар 2006. - Издавачка кућа: Cash Money, Universal - Формат: ЦД, винил, дигитално преузимање                                  | 3        | 1        | 1        | —        | —        | —        | —        | —        | —        | —        |                                     | - Америчко удружење дискографских кућа: Златно                                    |
| Tha Carter III                  | - Датум објављивања: 10. јун 2008. - Издавачка кућа: Cash Money, Universal Motown Records - Формат: ЦД, винил, дигитално преузимање                       | 1        | 1        | 1        | 47       | 1        | 25       | 34       | 10       | 17       | 23       | - САД: 3,800,000                    | - Америчко удружење дискографских кућа: 3× Платина - BPI: Златно - MC: 2× Платина |
| Rebirth                         | - Датум објављивања: 2. фебруар 2010. - Издавачка кућа: Cash Money, Young Money Entertainment, Universal Motown - Формат: ЦД, винил, дигитално преузимање | 2        | 1        | 1        | 51       | 5        | 86       | 45       | 33       | 15       | 24       | - САД: 778,000                      | - Америчко удружење дискографских кућа: Златно                                    |
| I Am Not a Human Being          | - Датум објављивања: 27. фебруар 2010. - Издавачка кућа: Cash Money, Young Money, Universal Motown - Формат: ЦД, винил, дигитално преузимање              | 1        | 1        | 1        | 60       | 4        | 167      | 84       | —        | 46       | 56       | - САД: 953,000                      | - Америчко удружење дискографских кућа: Златно                                    |
| Tha Carter IV                   | - Датум објављивања: 29. август 2010. - Издавачка кућа: Cash Money, Young Money, Universal Republic - Формат: ЦД, винил, дигитално преузимање             | 1        | 1        | 1        | 9        | 1        | 14       | 19       | 8        | 9        | 8        | - САД: 2,296,000 - World: 3,500,000 | - Америчко удружење дискографских кућа: 2× Платина - BPI: Сребрно                 |
| I Am Not a Human Being II       | - Датум објављивања: 26. март 2013. - Издавачка кућа: Young Money, Cash Money, Republic Records - Формат: ЦД, винил, дигитално преузимање                 | 2        | 2        | 1        | 43       | 5        | 24       | 85       | —        | 35       | 29       | - САД: 529,000                      | - Америчко удружење дискографских кућа: Златно - MC: Златно                       |
| Free Weezy Album                | - Датум објављивања: 4. јул 2015. - Издавачка кућа: Young Money, Republic - Формат: стриминг                                                              | —        | —        | —        | —        | —        | —        | —        | —        | —        | —        |                                     |                                                                                   |
| Tha Carter V                    | - Датум објављивања: 28. септембар 2018. - Издавачка кућа: Young Money, Republic, Universal - Формат: ЦД, винил, дигитално преузимање                     | 1        | 1        | 1        | 6        | 1        | —        | 5        | 3        | 12       | 5        | - САД: 141,000                      |                                                                                   |

## Компилацијски албуми
| Назив                                            | Детаљи | Позиције | Позиције | Позиције | Сертификати                                    |
| Назив                                            | Детаљи | САД      | САД R&B  | САД реп  | Сертификати                                    |
| ------------------------------------------------ | --- | -------- | -------- | -------- | ---------------------------------------------- |
| We Are Young Money (као део бенда Young Money]]) | - Датум објављивања: 21. децембар 2009. - Издавачка кућа: Young Money, Cash Money, Republic - Формат: ЦД, дигитално преузимање | 9        | 3        | 1        | - Америчко удружење дискографских кућа: Златно |
| Rich Gang (као део бенда Rich Gang)              | - Датум објављивања: 23. јул2 013. - Издавачка кућа: Young Money, Cash Money, Republic - Формат: ЦД, дигитално преузимање      | 9        | 2        | 2        |                                                |
| Young Money: Rise of an Empire ()                | - Датум објављивања: 11. март 2014. - Издавачка кућа: Young Money, Cash Money, Republic - Формат: ЦД, дигитално преузимање     | 7        | 4        | 2        |                                                |

## ЕПови
| Назив            | Детаљи                                                                                              |
| ---------------- | --------------------------------------------------------------------------------------------------- |
| The Leak         | - Датум објављивања: 25. децембар 2007. - Издавачка кућа: Cash Money - Формат: дигитално преузимање |
| In Tune We Trust | - Датум објављивања: 5. јул 2017. - Издавачка кућа: Young Money - Формат: стриминг                  |

## Микстејпови
| Назив                                              | Детаљи | Позиција | Позиција | Позиција | Позиција |
| Назив                                              | Детаљи | САД      | САД нез. | САД R&B  | САД реп  |
| -------------------------------------------------- | --- | -------- | -------- | -------- | -------- |
| SQ1 (Sqad Up)                                      | - Датум објављивања: 2002. - Формат: дигитално преузимање                                                         | —        | —        | —        | —        |
| SQ2 (Sqad Up)                                      | - Датум објављивања: 2002. - Формат: дигитално преузимање                                                         | —        | —        | —        | —        |
| SQ3 (Sqad Up)                                      | - Датум објављивања: 2002. - Формат: дигитално преузимање                                                         | —        | —        | —        | —        |
| SQ4 (with Sqad Up)                                 | - Датум објављивања: 2002. - Формат: дигитално преузимање                                                         | —        | —        | —        | —        |
| SQ5 (with Sqad Up)                                 | - Датум објављивања: 2003. - Формат: дигитално преузимање                                                         | —        | —        | —        | —        |
| SQ6 (with Sqad Up)                                 | - Датум објављивања: 2003. - Формат: дигитално преузимање                                                         | —        | —        | —        | —        |
| SQ6: Tha Remix (with Sqad Up)                      | - Датум објављивања: 2003. - Формат: дигитално преузимање                                                         | —        | —        | —        | —        |
| SQ7 (10,000 Bars) (with Sqad Up)                   | - Датум објављивања: 2003. - Формат: дигитално преузимање                                                         | —        | —        | —        | —        |
| Da Drought                                         | - Датум објављивања: 2003. - Издавачка кућа: Cash Money - Формат: дигитално преузимање                            | —        | —        | —        | —        |
| Da Drought 2                                       | - Датум објављивања: 2004. - Издавачка кућа: Cash Money - Формат: дигитално преузимање                            | —        | —        | —        | —        |
| The Prefix                                         | - Датум објављивања: фебруар 2004. - Издавачка кућа: Cash Money - Формат: дигитално преузимање                    | —        | —        | —        | —        |
| Young Money: The Mixtape Vol. 1 (with Young Money) | - Датум објављивања: 6. октобар 2005. - Издавачка кућа: Young Money - Формат: дигитално преузимање                | —        | —        | —        | —        |
| The Suffix                                         | - Датум објављивања: 20. новембар 2005. - Издавачка кућа: Cash Money - Формат: дигитално преузимање               | —        | —        | —        | —        |
| The Dedication                                     | - Датум објављивања: 13. децембар 2005. - Издавачка кућа: On the Low - Формат: дигитално преузимање               | —        | —        | 93       | —        |
| Dedication 2                                       | - Датум објављивања: 4. септембар 2006. - Издавачка кућа: BCD - Формат: дигитално преузимање                      | —        | 30       | 85       | —        |
| Da Drought 3                                       | - Датум објављивања: 11. мај 2007. - Издавачка кућа: Young Money - Формат: дигитално преузимање                   | —        | —        | —        | —        |
| Dedication 3                                       | - Датум објављивања: 16. децембар 2008. - Издавачка кућа: Aphilliates - Формат: дигитално преузимање              | 111      | 12       | 28       | 9        |
| No Ceilings                                        | - Датум објављивања: 31. октобар 2009. - Издавачка кућа: Cash Money, Young Money - Формат: дигитално преузимање   | —        | —        | —        | —        |
| Sorry 4 the Wait                                   | - Датум објављивања: 31. јул 2011. - Издавачка кућа: Cash Money, Young Money - Формат: дигитално преузимање       | —        | —        | —        | —        |
| Dedication 4                                       | - Датум објављивања: 3. септембар 2012. - Издавачка кућа: Young Money, Aphilliates - Формат: дигитално преузимање | —        | —        | 56       | —        |
| Dedication 5                                       | - Датум објављивања: 1. септембар 2003. - Издавачка кућа: Young Money - Формат: дигитално преузимање              | —        | —        | —        | —        |
| Sorry 4 the Wait 2                                 | - Датум објављивања: 20. јануар 2015. - Издавачка кућа: Young Money - Формат: дигитално преузимање                | —        | 49       | 47       | —        |
| No Ceilings 2                                      | - Датум објављивања: 26. новембар 2015. - Издавачка кућа: Young Money - Формат: дигитално преузимање              | —        | —        | —        | —        |
| T-Wayne (T-Pain)                                   | - Датум објављивања: 18. мај 2017. - Издавачка кућа: Nappy Boy - Формат: дигитално преузимање                     | —        | —        | —        | —        |
| Dedication 6                                       | - Датум објављивања: 25. децембар 2017. - Издавачка кућа: Young Money - Формат: дигитално преузимање              | —        | —        | —        | —        |
| Dedication 6: Reloaded                             | - Датум објављивања: 26. јануар 2018. - Издавачка кућа: Young Money - Формат: дигитално преузимање                | —        | —        | —        | —        |
| The Velvet Sessions                                | - Датум објављивања: 23. октобар 2018. - Издавачка кућа: Young Money - Формат: дигитално преузимање               | —        | —        | —        | —        |

## Синглови

### Као главни извођач
| Назив                                                                                | Година | Позиција | Позиција | Позиција     | Позиција | Позиција | Позиција | Позиција | Позиција | Позиција | Позиција | Сертификати | Албум                     |
| Назив                                                                                | Година | САД      | САД R&B  | САД<br />реп | АУС      | КАН      | ФРА      | ИР       | НЗ       | ШВА      | УК       | Сертификати | Албум                     |
| ------------------------------------------------------------------------------------ | ------ | -------- | -------- | ------------ | -------- | -------- | -------- | -------- | -------- | -------- | -------- | --- | ------------------------- |
| "Tha Block Is Hot" (Juvenile и B.G.)                                                 | 1999   | 65       | 24       | 27           | —        | —        | —        | —        | —        | —        | —        | | Tha Block Is Hot          |
| "Respect Us" (Juvenile)                                                              | 2000   | —        | —        | —            | —        | —        | —        | —        | —        | —        | —        | | Tha Block Is Hot          |
| "Get Off the Corner"                                                                 | 2000   | —        | 88       | —            | —        | —        | —        | —        | —        | —        | —        | | Lights Out                |
| "Hardball" (with Lil' Bow Wow, Lil' Zane]] и Sammie)                                 | 2001   | —        | 68       | —            | —        | —        | —        | —        | —        | —        | —        | | Hardball                  |
| "Everything"                                                                         | 2001   | —        | —        | —            | —        | —        | —        | —        | —        | —        | —        | | Lights Out                |
| "Shine" (Birdman, Mickey и Mack 10)                                                  | 2001   | 96       | 39       | —            | —        | —        | —        | —        | —        | —        | —        | | Lights Out                |
| "Way of Life" ([Big Tymers и TQ)                                                     | 2002   | 71       | 23       | 16           | —        | —        | —        | —        | —        | —        | —        | | 500 Degreez               |
| "Where You At"                                                                       | 2002   | —        | —        | —            | —        | —        | —        | —        | —        | —        | —        | | 500 Degreez               |
| "Get Something" (Mannie Fresh)                                                       | 2003   | —        | 97       | —            | —        | —        | —        | —        | —        | —        | —        | | Није ни на једном албуму  |
| "Bring It Back" (Mannie Fresh)                                                       | 2004   | —        | 47       | —            | —        | —        | —        | —        | —        | —        | —        | | Tha Carter                |
| "Go D.J."                                                                            | 2004   | 14       | 4        | 3            | —        | —        | —        | —        | —        | —        | —        | - Америчко удружење дискографских кућа: Златно                                                                  | Tha Carter                |
| "Earthquake" (Jazze Pha)                                                             | 2004   | —        | —        | —            | —        | —        | —        | —        | —        | —        | —        | | Tha Carter                |
| "Fireman"                                                                            | 2005   | 32       | 15       | 10           | —        | —        | —        | —        | —        | —        | —        | - Америчко удружење дискографских кућа: Платина                                                                 | Tha Carter II             |
| "Hustler Musik"                                                                      | 2006   | 87       | 26       | 16           | —        | —        | —        | —        | —        | —        | —        | - Америчко удружење дискографских кућа: Платина                                                                 | Tha Carter II             |
| "Shooter" (Robin Thicke)                                                             | 2006   | —        | 97       | —            | —        | —        | —        | —        | —        | —        | —        | | Tha Carter II             |
| "I'm a D-Boy" (Birdman)                                                              | 2006   | —        | —        | —            | —        | —        | —        | —        | —        | —        | —        | | Tha Carter II             |
| "Stuntin' Like My Daddy" (with Birdman)                                              | 2006   | 21       | 7        | 5            | —        | —        | —        | —        | —        | —        | —        | - Америчко удружење дискографских кућа: Платина                                                                 | Like Father, Like Son     |
| "Leather So Soft" (Birdman)                                                          | 2006   | —        | 41       | 16           | —        | —        | —        | —        | —        | —        | —        | - Америчко удружење дискографских кућа: Платина                                                                 | Like Father, Like Son     |
| "Know What I'm Doin'" (Birdman, T-Pain и Рик РОс)                                    | 2007   | —        | 58       | 22           | —        | —        | —        | —        | —        | —        | —        | | Like Father, Like Son     |
| "You Ain't Know" (Birdman)                                                           | 2007   | —        | 56       | —            | —        | —        | —        | —        | —        | —        | —        | | Like Father, Like Son     |
| "Gossip"                                                                             | 2007   | —        | —        | —            | —        | —        | —        | —        | —        | —        | —        | | The Leak                  |
| "I'm Me"                                                                             | 2007   | 97       | 63       | —            | —        | —        | —        | —        | —        | —        | —        | - Америчко удружење дискографских кућа: Златно                                                                  | The Leak                  |
| "Lollipop" (Static Major)                                                            | 2008   | 1        | 1        | 1            | 32       | 10       | 196      | 28       | 3        | 39       | 26       | - Америчко удружење дискографских кућа: 5× Платина - BPI: Сребрно - RMNZ: Платина                               | Tha Carter III            |
| "A Milli"                                                                            | 2008   | 6        | 1        | 1            | —        | 54       | —        | —        | —        | —        | 163      | - Америчко удружење дискографских кућа: 2× Платина - BPI: Silver                                                | Tha Carter III            |
| "Got Money" (T-Pain)                                                                 | 2008   | 10       | 7        | 2            | —        | 30       | —        | —        | —        | —        | 184      | - Америчко удружење дискографских кућа: 2× Платина                                                              | Tha Carter III            |
| "Mrs. Officer" (Bobby V]], Valentino и Kidd Kidd)                                    | 2008   | 16       | 5        | 2            | —        | —        | —        | —        | 12       | —        | 57       | - Америчко удружење дискографских кућа: Платина - RMNZ: Златно                                                  | Tha Carter III            |
| "Prom Queen"                                                                         | 2009   | 15       | —        | —            | 93       | 36       | —        | —        | —        | —        | 112      | | Rebirth                   |
| "Hot Revolver" (Дре)                                                                 | 2009   | 33       | —        | —            | —        | 54       | —        | —        | —        | —        | 132      | - Америчко удружење дискографских кућа: Златно                                                                  | Није ни на једном албуму  |
| "[On Fire"                                                                           | 2009   | 62       | 54       | 25           | —        | —        | —        | —        | —        | —        | 131      | | Rebirth                   |
| "Drop the World" (Еминем)                                                            | 2010   | 18       | —        | —            | 56       | 24       | —        | 43       | —        | —        | 51       | - Америчко удружење дискографских кућа: 4× Платина - BPI: Сребрно                                               | Rebirth                   |
| "Knockout" (Ники Минаж)                                                              | 2010   | 44       | —        | —            | —        | —        | —        | —        | —        | —        | —        | - Америчко удружење дискографских кућа: Златно                                                                  | Rebirth                   |
| "I'm Single"                                                                         | 2010   | 82       | 38       | 23           | —        | —        | —        | —        | —        | —        | —        | | I Am Not a Human Being    |
| "Right Above It" (Дрејк)                                                             | 2010   | 6        | 4        | 1            | 98       | 34       | —        | —        | —        | —        | 37       | - Америчко удружење дискографских кућа: 2× Платина                                                              | I Am Not a Human Being    |
| "6 Foot 7 Foot" (Cory Gunz)                                                          | 2010   | 9        | 2        | 2            | —        | 50       | —        | —        | —        | —        | 71       | - Америчко удружење дискографских кућа: 3× Платина                                                              | Tha Carter IV             |
| "John" (Рик Рос)                                                                     | 2011   | 22       | 19       | 12           | —        | 90       | —        | —        | —        | —        | —        | - Америчко удружење дискографских кућа: 2× Платина                                                              | Tha Carter IV             |
| "How to Love"                                                                        | 2011   | 5        | 2        | 2            | 58       | 20       | 97       | —        | 24       | 67       | 48       | - Америчко удружење дискографских кућа: 4× Платина                                                              | Tha Carter IV             |
| "She Will" (Дрејк                                                                    | 2011   | 3        | 1        | 2            | —        | 16       | 70       | —        | —        | —        | 58       | - Америчко удружење дискографских кућа: 2× Платина                                                              | Tha Carter IV             |
| "It's Good" (Jadakiss и Дрејк)                                                       | 2011   | 79       | —        | —            | —        | —        | —        | —        | —        | —        | —        | | Tha Carter IV             |
| "Mirror" (Бруно Марс)                                                                | 2011   | 16       | 69       | 25           | 26       | 44       | 22       | 21       | 37       | 15       | 17       | - Америчко удружење дискографских кућа: Платина - ARIA: Платина - BPI: Сребрно                                  | Tha Carter IV             |
| "My Homies Still" (Big Sean)                                                         | 2012   | 38       | 20       | 16           | —        | —        | —        | —        | —        | —        | —        | - Америчко удружење дискографских кућа: Платина                                                                 | I Am Not a Human Being II |
| "No Worries" (Detail)                                                                | 2012   | 29       | 7        | 7            | —        | —        | —        | —        | —        | —        | —        | | I Am Not a Human Being II |
| "Love Me" (Дрејк и Future)                                                           | 2013   | 9        | 4        | 3            | 92       | 49       | 27       | —        | —        | 72       | 44       | - Америчко удружење дискографских кућа: 2× Платина                                                              | I Am Not a Human Being II |
| "Rich As Fuck" (2 Chainz)                                                            | 2013   | 38       | 11       | 8            | —        | —        | —        | —        | —        | —        | —        | - Америчко удружење дискографских кућа: Платина                                                                 | I Am Not a Human Being II |
| "Believe Me" (Дрејк)                                                                 | 2014   | 26       | 7        | 2            | —        | 97       | —        | —        | —        | —        | 36       | - Америчко удружење дискографских кућа: Платина                                                                 | Није ни на једном албуму  |
| "Krazy"                                                                              | 2014   | —        | 42       | —            | —        | —        | —        | —        | —        | —        | —        | | Није ни на једном албуму  |
| "Grindin" (Дрејк)                                                                    | 2014   | —        | —        | —            | —        | —        | —        | —        | —        | —        | —        | | Није ни на једном албуму  |
| "Start a Fire" (Christina Milian)                                                    | 2014   | —        | 60       | —            | —        | —        | —        | —        | —        | —        | —        | | Није ни на једном албуму  |
| "Sucker for Pain" (Виз Калифа, Imagine Dragons, Logic, Ty Dolla Sign, X Ambassadors) | 2016   | 15       | 3        | 1            | 7        | 19       | 93       | 84       | 5        | 16       | 11       | - Америчко удружење дискографских кућа: 3× Платина - ARIA: Платина - BPI: Сребрно - RMNZ: Златно - SNEP: Златно | Suicide Squad: The Album  |
| "Changed It" (Ники Минаж)                                                            | 2017   | 71       | —        | —            | —        | —        | 116      | —        | —        | —        | —        | | Није ни на једном албуму  |
| "No Frauds" (Ники Минаж и Дрејк)                                                     | 2017   | 14       | —        | —            | 58       | 25       | 43       | 71       | —        | 50       | 49       | | Није ни на једном албуму  |
| "Uproar" (Swizz Beatz)                                                               | 2018   | 7        | 6        | 6            | 100      | 24       | —        | —        | —        | —        | 99       | - MC: Златно | Tha Carter V              |

### Као гостујући музичар
| Назив                                                                                      | Година | Позиција | Позиција | Позиција | Позиција | Позиција | Позиција | Позиција | Позиција | Позиција | Позиција | Сертификати | Album                                       |
| Назив                                                                                      | Година | САД      | САД R&B  | САД реп  | АУС      | КАН      | ФРА      | ИР       | НЗ       | ШВЕ      | УК       | Сертификати | Album                                       |
| ------------------------------------------------------------------------------------------ | ------ | -------- | -------- | -------- | -------- | -------- | -------- | -------- | -------- | -------- | -------- | --- | ------------------------------------------- |
| "Back That Azz Up" (Juvenile, Лил Вејн и Mannie Fresh)                                     | 1999   | 19       | 5        | 9        | —        | —        | —        | —        | —        | —        | —        | - Америчко удружење дискографских кућа: Златно                                                                                        | 400 Degreez                                 |
| "Bling Bling" [B.G., Лил Вејн, Turk, Juvenile, Birdman и Mannie Fresh)                     | 1999   | 36       | 13       | 10       | —        | —        | —        | —        | —        | —        | —        | | Chopper City in the Ghetto                  |
| "Number One Stunna" (Big Tymers, Лил Вејн и Juvenile)                                      | 2000   | —        | 24       | —        | —        | —        | —        | —        | —        | —        | —        | | I Got That Work                             |
| "Neva Get Enuf" (3LW и Лил Вејн)                                                           | 2002   | —        | —        | —        | —        | —        | —        | —        | —        | —        | —        | | A Girl Can Mack                             |
| "Ain't It Man" (Boo & Gotti и Лил Вејн)                                                    | 2003   | —        | —        | —        | —        | —        | —        | —        | —        | —        | —        | | Perfect Timing                              |
| "Soldier" (Destiny's Child, T.I. и Лил Вејн)                                               | 2004   | 3        | 3        | —        | 3        | —        | 28       | 6        | 4        | 10       | 4        | - Америчко удружење дискографских кућа: Платина - ARIA: Златно - RMNZ: Златно                                                         | Destiny Fulfilled                           |
| "Get Your Shine On" (Birdman и Лил Вејн)                                                   | 2004   | —        | 65       | —        | —        | —        | —        | —        | —        | —        | —        | | Fast Money                                  |
| "Neck of the Woods" (Birdman и Лил Вејн)                                                   | 2004   | —        | 71       | —        | —        | —        | —        | —        | —        | —        | —        | | Fast Money                                  |
| "Hot Boys, Hot Girls" (Lil' Mo и Лил Вејн)                                                 | 2005   | —        | —        | —        | —        | —        | —        | —        | —        | —        | —        | | Није ни на једном албуму                    |
| "Don't Trip" (Trina и Лил Вејн)                                                            | 2005   | —        | 74       | —        | —        | —        | —        | —        | —        | —        | —        | | Glamorest Life                              |
| "Gimme That" (ремикс) ([Крис Браун и Лил Вејн)                                             | 2006   | 15       | 5        | —        | —        | —        | 45       | 26       | —        | 30       | 23       | - Америчко удружење дискографских кућа: Златно                                                                                        | Chris Brown                                 |
| "Holla at Me" (DJ Khaled, Лил Вејн, Paul Wall, Fat Joe, Рик Рос и Pitbull)                 | 2006   | 59       | 24       | 15       | —        | —        | —        | —        | —        | —        | —        | | Listennn... the Album                       |
| "You Know What" (Avant и Лил Вејн))                                                        | 2006   | —        | 58       | —        | —        | —        | —        | —        | —        | —        | —        | | Director                                    |
| "Touch It or Not" (Cam'ron и Лил Вејн)                                                     | 2006   | —        | 62       | —        | —        | —        | —        | —        | —        | —        | —        | | Killa Season                                |
| "Where da Cash At" (Currensy, Лил Вејн и Remy M])                                          | 2006   | —        | 73       | —        | —        | —        | —        | —        | —        | —        | —        | | Dedication 2                                |
| "Make It Rain" (Fat Joe и Лил Вејн)                                                        | 2006   | 13       | 6        | 2        | —        | —        | —        | —        | 14       | —        | —        | - Америчко удружење дискографских кућа: Платина                                                                                       | Me, Myself & I                              |
| "Hollywood Divorce" (Outkast, Лил Вејн и Снуп Дог)                                         | 2006   | —        | —        | —        | —        | —        | —        | —        | —        | —        | —        | | Idlewild                                    |
| "You" (Lloyd и Лил Вејн)                                                                   | 2006   | 9        | 1        | —        | —        | —        | —        | —        | 25       | —        | 45       | | Street Love                                 |
| "Money Ova Here" (Stacks и Лил Вејн)                                                       | 2007   | —        | —        | —        | —        | —        | —        | —        | —        | —        | —        | | Није ни на једном албуму                    |
| "We Takin' Over" (DJ Khaled, Ејкон, T.I., Рик Рос, Fat Joe, Birdman и Лил Вејн)            | 2007   | 28       | 26       | 11       | —        | 92       | —        | —        | —        | —        | —        | - Америчко удружење дискографских кућа: Златно - MC: Златно                                                                           | We the Best                                 |
| "Lock U Down" (Mýa и Лил Вејн)                                                             | 2007   | —        | —        | —        | —        | —        | —        | —        | —        | —        | —        | | Liberation                                  |
| "Pop Bottles" (Birdman и Лил Вејн)                                                         | 2007   | 38       | 15       | 6        | —        | —        | —        | —        | —        | —        | —        | - Америчко удружење дискографских кућа: Платина                                                                                       | 5 * Stunna                                  |
| "9mm" (David Banner, Ејкон, Снуп Дог и Лил Вејн)                                           | 2007   | —        | 66       | —        | —        | —        | —        | —        | —        | —        | —        | | The Greatest Story Ever Told                |
| "Duffle Bag Boy" (Playaz Circle и Лил Вејн)                                                | 2007   | 15       | 4        | 2        | —        | —        | —        | —        | —        | —        | —        | - Америчко удружење дискографских кућа: Платина                                                                                       | Supply & Demand                             |
| "Uh-Ohhh!" (Џа Рул и Лил Вејн)                                                             | 2007   | —        | 69       | —        | —        | —        | —        | —        | —        | —        | —        | | The Mirror                                  |
| "Sweetest Girl (Dollar Bill)" (Wyclef Jean, Ејкон, Лил Вејн и Niia)                        | 2007   | 12       | —        | —        | 28       | 14       | —        | —        | 8        | 26       | 66       | - Америчко удружење дискографских кућа: Платина - MC: Златно - RMNZ: Златно                                                           | Carnival Vol. II: Memoirs of an Immigrant   |
| "Screwed Up" (Trae и Лил Вејн)                                                             | 2007   | —        | 71       | —        | —        | —        | —        | —        | —        | —        | —        | | Life Goes On                                |
| "100 Million" (Birdman, Young Jeezy, Рик Рос и Лил Вејн)                                   | 2007   | —        | 69       | —        | —        | —        | —        | —        | —        | —        | —        | | 5 * Stunna                                  |
| "In the Hood" (Brisco и Лил Вејн)                                                          | 2007   | —        | —        | —        | —        | —        | —        | —        | —        | —        | —        | | Street Medicine                             |
| "My House" (Currensy и Лил Вејн)                                                           | 2007   | —        | —        | —        | —        | —        | —        | —        | —        | —        | —        | | Није ни на једном албуму                    |
| "Push" (Енрике Иглесијас и Лил Вејн)                                                       | 2008   | —        | —        | —        | —        | —        | —        | —        | —        | —        | —        | | Insomniac                                   |
| "I Got My" (Static Major и Лил Вејн)                                                       | 2008   | —        | —        | —        | —        | —        | —        | —        | —        | —        | —        | | Suppertime                                  |
| "Love in This Club Part II" (Ашер, Бијонсе и Лил Вејн)                                     | 2008   | 18       | 7        | —        | 96       | 69       | —        | —        | —        | —        | —        | - Америчко удружење дискографских кућа: Златно                                                                                        | Here I Stand                                |
| "Girls Around the World" (Lloyd и Лил Вејн)                                                | 2008   | 64       | 13       | —        | —        | —        | —        | —        | —        | —        | —        | | Lessons in Love                             |
| "I Run This" (Birdman и Лил Вејн)                                                          | 2008   | —        | 79       | 25       | —        | —        | —        | —        | —        | —        | —        | - Америчко удружење дискографских кућа: Златно                                                                                        | 5 * Stunna                                  |
| "Ya Heard Me" (B.G., Лил Вејн, Juvenile и Trey Songz)                                      | 2008   | —        | —        | —        | —        | —        | —        | —        | —        | —        | —        | | Too Hood 2 Be Hollywood                     |
| "Haterz" (Glasses Malone, Birdman и Лил Вејн)                                              | 2008   | —        | —        | —        | —        | —        | —        | —        | —        | —        | —        | | Beach Cruiser                               |
| "My Life" (Гејм и Лил Вејн)                                                                | 2008   | 21       | 15       | 4        | —        | 42       | —        | 36       | —        | 49       | 34       | | LAX                                         |
| "Can't Believe It" (T-Pain и Лил Вејн)                                                     | 2008   | 7        | 2        | —        | —        | 70       | —        | —        | 13       | —        | 100      | - Америчко удружење дискографских кућа: Платина                                                                                       | Three Ringz                                 |
| "Let It Rock" (Kevin Rudolf и Лил Вејн)                                                    | 2008   | 5        | —        | —        | 3        | 2        | —        | 3        | 15       | 56       | 5        | - Америчко удружење дискографских кућа: 4× Платина - ARIA: Платина - BPI: Сребрно                                                     | In the City                                 |
| "Shawty Say" (David Banner и Лил Вејн)                                                     | 2008   | —        | 53       | 25       | —        | —        | —        | —        | —        | —        | —        | | The Greatest Story Ever Told                |
| "Swagga like Us" (Џеј-Зи, T.I., Kanye West и Лил Вејн)                                     | 2008   | 5        | 11       | 4        | —        | 19       | —        | —        | —        | —        | 33       | - Америчко удружење дискографских кућа: Платина                                                                                       | Paper Trail                                 |
| "Cuddy Buddy" (Mike Jones, T-Pain, Лил Вејн и Twista)                                      | 2008   | 76       | 32       | 16       | —        | —        | —        | —        | —        | —        | —        | | The Voice                                   |
| "Just Know Dat" (Brisco, Flo-Rida и Лил Вејн)                                              | 2008   | —        | —        | —        | —        | —        | —        | —        | —        | —        | —        | | Street Medicine                             |
| "Official Girl" (Cassie и Лил Вејн)                                                        | 2008   | —        | —        | —        | —        | —        | —        | —        | —        | —        | —        | | Није ни на једном албуму                    |
| "Champagne Chronik Nightcap" (Solange Knowles и Лил Вејн)                                  | 2008   | —        | —        | —        | —        | —        | —        | —        | —        | —        | —        | | Sol-Angel and the Hadley St. Dreams         |
| "I'm So Paid" (Ејкон, Лил Вејн и Young Jeezy)                                              | 2008   | 31       | 47       | —        | —        | 41       | 15       | —        | —        | —        | 59       | - Америчко удружење дискографских кућа: Платина                                                                                       | Freedom                                     |
| "Lost" (Gorilla Zoe и Лил Вејн)                                                            | 2008   | 71       | 29       | 10       | —        | —        | —        | —        | —        | —        | —        | | Don't Feed da Animals                       |
| "All My Life (In the Ghetto)" (Jay Rock, Лил Вејн и will.i.am)                             | 2008   | —        | —        | —        | —        | —        | —        | —        | —        | —        | —        | | Follow Me Home                              |
| "Turnin Me On" (Keri Hilson и Лил Вејн)                                                    | 2008   | 15       | 2        | —        | —        | 80       | —        | —        | —        | —        | —        | - Америчко удружење дискографских кућа: Платина                                                                                       | In a Perfect World...                       |
| "Make a Toast" ([Dolla и Лил Вејн)                                                         | 2008   | —        | —        | —        | —        | —        | —        | —        | —        | —        | —        | | Није ни на једном албуму                    |
| "Unstoppable" (Kat DeLuna и Лил Вејн)                                                      | 2009   | —        | —        | —        | —        | 80       | —        | —        | —        | —        | —        | | Confessions of a Shopaholic и Inside Out    |
| "Always Strapped" (Birdman и Лил Вејн)                                                     | 2009   | 54       | 10       | 5        | —        | —        | —        | —        | —        | —        | —        | - Америчко удружење дискографских кућа: Златно                                                                                        | Priceless                                   |
| "Death Wish" (Jadakiss и Лил Вејн)                                                         | 2009   | —        | —        | —        | —        | —        | —        | —        | —        | —        | —        | | The Last Kiss                               |
| "Different Girls" (Nu Jerzey Devilи Лил Вејн)                                              | 2009   | —        | —        | —        | —        | —        | —        | —        | —        | —        | —        | | Mr. Red Karpet                              |
| "Respect My Conglomerate" (Баста Рајмс, Jadakiss и Лил Вејн)                               | 2009   | —        | 82       | —        | —        | —        | —        | —        | —        | —        | —        | | Back on My B.S.                             |
| "So Good" (Electrik Red и Лил Вејн)                                                        | 2009   | —        | 60       | —        | —        | —        | —        | —        | —        | —        | —        | | How to Be a Lady: Volume 1                  |
| "Maybach Music 2" (Рик Рос, Кање Вест, T-Pain и Лил Вејн)                                  | 2009   | 92       | 54       | —        | —        | —        | —        | —        | —        | —        | —        | | Deeper Than Rap                             |
| "Down" (Jay Sean и Лил Вејн)                                                               | 2009   | 1        | —        | —        | 2        | 3        | 17       | 10       | 2        | 8        | 3        | - Америчко удружење дискографских кућа: 6× Платина - ARIA: 2× Платина - BPI: Сребрно - RMNZ: Платина                                  | All or Nothing                              |
| "Successful" (Дрејк, Trey Songz и Лил Вејн)                                                | 2009   | 17       | 3        | 2        | —        | —        | —        | —        | —        | —        | —        | - Америчко удружење дискографских кућа: Златно                                                                                        | So Far Gone                                 |
| "Bend It Ova" (5th Ward Weebie и Лил Вејн)                                                 | 2009   | —        | —        | —        | —        | —        | —        | —        | —        | —        | —        | | Није ни на једном албуму                    |
| "Southside" (Birdman и Лил Вејн)                                                           | 2009   | —        | —        | —        | —        | —        | —        | —        | —        | —        | —        | | Priceless                                   |
| "Forever" (Дрејк, Кање Вест, Лил Вејн и Еминем)                                            | 2009   | 8        | 2        | 1        | 99       | 26       | —        | 41       | —        | 68       | 42       | - BPI: Сребрно | More Than a Game                            |
| "I'm Goin' In" (Дрејк, Лил Вејн и Young Jeezy)                                             | 2009   | 40       | 28       | 11       | —        | —        | —        | —        | —        | —        | —        | - Америчко удружење дискографских кућа: Платина                                                                                       | So Far Gone                                 |
| "Money to Blow" (Birdman, Дрејк и Лил Вејн)                                                | 2009   | 26       | 2        | 2        | —        | —        | —        | —        | —        | —        | —        | - Америчко удружење дискографских кућа: Платина                                                                                       | Priceless                                   |
| "Heard 'em All" (Amerie и Лил Вејн)                                                        | 2009   | —        | 81       | —        | —        | —        | —        | —        | —        | —        | —        | | In Love & War                               |
| "I Can Transform Ya" (Крис Браун, Лил Вејн и Swizz Beatz)                                  | 2009   | 20       | 11       | —        | 21       | 54       | —        | 21       | 7        | —        | 26       | - Америчко удружење дискографских кућа: 2× Платина - ARIA: Златно - RMNZ: Платина                                                     | Graffiti                                    |
| "Give It Up to Me" (Шакира и Лил Вејн)                                                     | 2009   | 29       | —        | —        | —        | 32       | —        | —        | —        | —        | —        | - Америчко удружење дискографских кућа: Златно                                                                                        | [She Wolf                                   |
| "So Sharp" (Mack 10, Jim Jones и Лил Вејн)                                                 | 2009   | —        | 80       | —        | —        | —        | —        | —        | —        | —        | —        | | Soft White                                  |
| "4 My Town (Play Ball)" (Birdman, Дрејк и Лил Вејн)                                        | 2009   | 90       | 37       | 17       | —        | —        | —        | —        | —        | —        | —        | | Priceless                                   |
| "Revolver" (Мадона и Лил Вејн)                                                             | 2009   | —        | —        | —        | —        | 47       | —        | 41       | —        | —        | 130      | | Celebration                                 |
| "Women Lie, Men Lie" (Yo Gotti и Лил Вејн)                                                 | 2009   | 81       | 22       | 12       | —        | —        | —        | —        | —        | —        | —        | | Није ни на једном албуму                    |
| "I Made It (Cash Money Heroes)" (Kevin Rudolf, Birdman, Jay Sean и Лил Вејн)               | 2010   | 21       | —        | —        | 4        | 44       | —        | —        | 4        | —        | 37       | - Америчко удружење дискографских кућа: Платина - ARIA: 2× Платина                                                                    | To the Sky                                  |
| "Inkredible" (Trae tha Truth, Рик Рос и Лил Вејн)                                          | 2010   | —        | —        | —        | —        | —        | —        | —        | —        | —        | —        | | Није ни на једном албуму                    |
| "Whip It" (Lamborghini Rossini, Лил Вејн и Yo Gotti)                                       | 2010   | —        | —        | —        | —        | —        | —        | —        | —        | —        | —        | | Није ни на једном албуму                    |
| "Miss Me" (Дрејк и Лил Вејн)                                                               | 2010   | 15       | 3        | 2        | —        | 73       | —        | —        | —        | —        | 162      | - Америчко удружење дискографских кућа: Златно                                                                                        | Thank Me Later                              |
| "On the Wall" (Brisco и Лил Вејн)                                                          | 2010   | —        | 89       | —        | —        | —        | —        | —        | —        | —        | —        | | Street Medicine                             |
| "Tattoo Girl (Foreva)" (Detail, T-Pain, Лил Вејн и Travie McCoy)                           | 2010   | —        | —        | —        | —        | —        | —        | —        | —        | —        | —        | | Није ни на једном албуму                    |
| "Loyalty" (Birdman, Лил Вејн и Tyga)                                                       | 2010   | —        | 61       | 25       | —        | —        | —        | —        | —        | —        | —        | | Није ни на једном албуму                    |
| "I'm on It" (Tyga и Лил Вејн)                                                              | 2010   | —        | —        | —        | —        | —        | —        | —        | —        | —        | —        | | Није ни на једном албуму                    |
| "No Love" (Еминем и Лил Вејн)                                                              | 2010   | 23       | 59       | 9        | 21       | 24       | —        | 31       | 22       | 39       | 33       | - ARIA: Златно | Recovery                                    |
| "Girl Like Her" (Next и Лил Вејн)                                                          | 2010   | —        | —        | —        | —        | —        | —        | —        | —        | —        | —        | | Није ни на једном албуму                    |
| "Fire Flame" (Birdman и Лил Вејн)                                                          | 2010   | 64       | 28       | 14       | —        | 71       | —        | —        | —        | —        | —        | | Није ни на једном албуму                    |
| "Papercuts" (Mystikal, Лил Вејн и Fiend)                                                   | 2010   | —        | —        | —        | —        | —        | —        | —        | —        | —        | —        | | Original                                    |
| "Welcome to My Hood" (DJ Khaled, Рик Рос, Plies, Лил Вејн и T-Pain)                        | 2011   | 79       | 30       | 14       | —        | —        | —        | —        | —        | —        | —        | | We the Best Forever                         |
| "W.T.F." (Shawty Lo и Лил Вејн)                                                            | 2011   | —        | —        | —        | —        | —        | —        | —        | —        | —        | —        | | Million Dollar Man                          |
| "Roman's Revenge" (Ники Минаж и Лил Вејн)                                                  | 2011   | —        | —        | —        | —        | —        | —        | —        | —        | —        | —        | | Pink Friday                                 |
| "Look at Me Now" (Крис Браун, Лил Вејн и Баста Рајмс)                                      | 2011   | 6        | 1        | 1        | 46       | 51       | 85       | —        | 37       | —        | 44       | - Америчко удружење дискографских кућа: 5× Платина - ARIA: Златно                                                                     | F.A.M.E.                                    |
| "Bow Chicka Wow Wow" (Mike Posner и Лил Вејн)                                              | 2011   | 30       | —        | —        | 40       | —        | —        | —        | 21       | —        | 114      | | 31 Minutes to Takeoff                       |
| "Hit the Lights" (Jay Sean и Лил Вејн)                                                     | 2011   | 18       | —        | —        | 18       | 68       | —        | —        | 24       | —        | 67       | | Hit the Lights                              |
| "Love Affair" (Lil Twist и Лил Вејн)                                                       | 2011   | —        | 87       | —        | —        | —        | —        | —        | —        | —        | —        | | Don't Get It Twisted                        |
| "Someone to Love Me (Naked)" (Mary J. Blig, Diddy и Лил Вејн)                              | 2011   | —        | 28       | —        | —        | —        | —        | —        | —        | —        | —        | | My Life II... The Journey Continues (Act 1) |
| "This Is What Rock n' Roll Looks Like" (Porcelain Black и Лил Вејн)                        | 2011   | —        | —        | —        | —        | —        | —        | —        | —        | —        | —        | | Mannequin Factory                           |
| "Motivation" (Kelly Rowland и Лил Вејн)                                                    | 2011   | 17       | 1        | —        | —        | 99       | —        | —        | —        | —        | 166      | - Америчко удружење дискографских кућа: 2× Платина                                                                                    | Here I Am                                   |
| "Red Nation" (Гејм и Лил Вејн)                                                             | 2011   | 62       | —        | —        | —        | —        | —        | —        | —        | —        | —        | | The R.E.D. Album                            |
| "I Get Money" (Birdman, Лил Вејн, Mack Maine и T-Pain)                                     | 2011   | —        | 63       | —        | —        | —        | —        | —        | —        | —        | —        | | Није ни на једном албуму                    |
| "I'm on One" (DJ Khaled, Дрејк, Рик Рос и Лил Вејн)                                        | 2011   | 10       | 1        | 1        | —        | 67       | —        | —        | —        | —        | 78       | - Америчко удружење дискографских кућа: Златно                                                                                        | We the Best Forever                         |
| "I'm Into You" (Џенифер Лопез и Лил Вејн)                                                  | 2011   | 41       | 79       | —        | 45       | 55       | 38       | 25       | —        | 22       | 9        | - Америчко удружење дискографских кућа: Златно - BPI: Сребрно - IFPI ШВЕ: Златно - MC: Златно                                         | Love?                                       |
| "9 Piece" (Рик Рос, Лил Вејн)                                                              | 2011   | 61       | 32       | 18       | —        | —        | —        | —        | —        | —        | —        | | Ashes to Ashes                              |
| "Can a Drummer Get Some?" (ремикс) (Travis Barker, Лил Вејн, Рик Рос, Swizz Beatz и Гејм)  | 2011   | —        | —        | —        | —        | —        | —        | —        | —        | —        | —        | | Није ни на једном албуму                    |
| "Dirty Dancer" (Енрике Иглесијас, Ашер и Лил Вејн)                                         | 2011   | 18       | —        | —        | 24       | 11       | 99       | 26       | 22       | 30       | 21       | - Америчко удружење дискографских кућа: Златно - ARIA: Платина                                                                        | Није ни на једном албуму                    |
| "Ballin'" (Young Jeezy и Лил Вејн)                                                         | 2011   | 57       | 15       | 13       | —        | —        | —        | —        | —        | —        | —        | | Thug Motivation 103: Hustlerz Ambition      |
| "Ghetto Youth Rock" (Junior Reid и Лил Вејн)                                               | 2011   | —        | —        | —        | —        | —        | —        | —        | —        | —        | —        | | Није ни на једном албуму                    |
| "Love U Right" (Cherlise и Лил Вејн)                                                       | 2011   | —        | —        | —        | —        | —        | —        | —        | —        | —        | —        | | Groundzero                                  |
| "Y.U. Mad" (Birdman, Ники Минаж и Лил Вејн)                                                | 2011   | 68       | 46       | 25       | —        | —        | —        | —        | —        | —        | —        | | Није ни на једном албуму                    |
| "Finito" (N.O.R.E., Pharrell и Лил Вејн)                                                   | 2011   | —        | —        | —        | —        | —        | —        | —        | —        | —        | —        | | Scared Money                                |
| "Strange Clouds" (B.o.B и Лил Вејн)                                                        | 2011   | 7        | 43       | 16       | 69       | 26       | —        | —        | 39       | 47       | 72       | - Америчко удружење дискографских кућа: Платина - MC: Златно                                                                          | Strange Clouds                              |
| "Weekend (Wicked Wow)" (Carolina Márquez, Jaykay, Лил Вејн и Glasses Malone)               | 2011   | —        | —        | —        | —        | —        | —        | —        | —        | —        | —        | | Није ни на једном албуму                    |
| "Sweat" (Bow Wow и Лил Вејн)                                                               | 2011   | 48       | —        | —        | —        | —        | —        | —        | —        | —        | —        | | Underrated                                  |
| "So Good" (Shanell, Дрејк и Лил Вејн)                                                      | 2011   | —        | —        | —        | —        | —        | —        | —        | —        | —        | —        | | Није ни на једном албуму                    |
| "The Motto" (Дрејк и Лил Вејн)                                                             | 2011   | 14       | 1        | 1        | —        | 38       | —        | —        | —        | —        | 80       | - Америчко удружење дискографских кућа: 2× Платина                                                                                    | Take Care                                   |
| "Pretty Lil' Heart" (Robin Thicke и Лил Вејн)                                              | 2011   | —        | 51       | —        | —        | —        | —        | —        | —        | —        | —        | | Love After War                              |
| "Original" (Mystikal, Birdman и Лил Вејн)                                                  | 2011   | —        | 80       | —        | —        | —        | —        | —        | —        | —        | —        | | Original                                    |
| "Yao Ming" (David Banner, Лил Вејн и 2 Chainz)                                             | 2011   | —        | —        | —        | —        | —        | —        | —        | —        | —        | —        | | Sex, Drugs and Video Games                  |
| "Faded" (Tyga и Лил Вејн)                                                                  | 2012   | 33       | 19       | 7        | —        | —        | —        | —        | —        | —        | —        | - Америчко удружење дискографских кућа: Платина                                                                                       | Careless World: Rise of the Last King       |
| "Ima Boss" (ремикс) (Meek Mill, T.I., Birdman, Лил Вејн, DJ Khaled, Рик Рос и Swizz Beatz) | 2012   | 51       | —        | —        | —        | —        | —        | —        | —        | —        | —        | | Није ни на једном албуму                    |
| "All Aboard" (Romeo Santos и Лил Вејн)                                                     | 2012   | —        | —        | —        | —        | —        | —        | —        | —        | —        | —        | | Formula, Vol. 1                             |
| "Take It to the Head" (DJ Khaled, Крис Браун, Рик Рос, Ники Минаж и Лил Вејн)              | 2012   | 58       | 6        | 6        | —        | —        | —        | —        | —        | —        | 102      | - Америчко удружење дискографских кућа: Златно                                                                                        | Kiss the Ring                               |
| "HYFR (Hell Ya Fucking Right)" (Дрејк и Лил Вејн)                                          | 2012   | 62       | 20       | 17       | —        | —        | —        | —        | —        | —        | —        | - Америчко удружење дискографских кућа: Златно                                                                                        | Take Care                                   |
| "I Can Only Imagine" (Дејвид Гета, Крис Браун и Лил Вејн)                                  | 2012   | 44       | —        | —        | 47       | 35       | 40       | 18       | 28       | 15       | 18       | - ARIA: Златно | Nothing but the Beat                        |
| "Mirror" (Bobby V и Лил Вејн)                                                              | 2012   | —        | 61       | —        | —        | —        | —        | —        | —        | —        | —        | | Dusk Till Dawn                              |
| "Pop That" (French Montana, Рик Рос, Дрејк и Лил Вејн)                                     | 2012   | 36       | 2        | 2        | —        | —        | —        | —        | —        | —        | —        | - Америчко удружење дискографских кућа: Платина                                                                                       | Excuse My French                            |
| "Dark Shades" (Birdman, Лил Вејн и Mack Maine)                                             | 2012   | —        | —        | —        | —        | —        | —        | —        | —        | —        | —        | | Није ни на једном албуму                    |
| "Enough of No Love" (Keyshia Cole и Лил Вејн)                                              | 2012   | 84       | 7        | —        | —        | —        | —        | —        | —        | —        | —        | | Woman to Woman                              |
| "Lover" (PJ Morton и Лил Вејн)                                                             | 2012   | —        | —        | —        | —        | —        | —        | —        | —        | —        | —        | | New Orleans                                 |
| "Ice" (Kelly Rowland и Лил Вејн)                                                           | 2012   | 88       | 24       | —        | —        | —        | —        | —        | —        | —        | —        | | Није ни на једном албуму                    |
| "Celebrate" (Mack Maine, Лил Вејн и Talib Kweli)                                           | 2012   | —        | —        | —        | —        | —        | —        | —        | —        | —        | —        | | Није ни на једном албуму                    |
| "Bandz a Make Her Dance" (Juicy J, Лил Вејн и 2 Chainz)                                    | 2012   | 29       | 6        | 5        | —        | —        | —        | —        | —        | —        | —        | - Америчко удружење дискографских кућа: Платина                                                                                       | Stay Trippy                                 |
| "Celebration" (Гејм, Крис Браун, Tyga, Виз Калифа и Лил Вејн)                              | 2012   | 81       | 24       | 19       | —        | —        | —        | —        | —        | —        | —        | | Jesus Piece                                 |
| "Champions" (Kevin Rudolf, Лимп Бизкит, Birdman и Лил Вејн)                                | 2012   | —        | —        | —        | —        | —        | —        | —        | —        | —        | —        | | Није ни на једном албуму                    |
| "I Got It" (JT tha Sorce, Лил Вејн, Maryland Monroe, DJ Unk, Slick Pulla и Baby D)         | 2012   | —        | —        | —        | —        | —        | —        | —        | —        | —        | —        | | Није ни на једном албуму                    |
| "She Don't Put It Down" (Joe Budden, Лил Вејн и Tank)                                      | 2012   | 96       | 32       | 25       | —        | —        | —        | —        | —        | —        | —        | | No Love Lost                                |
| "Ball" (T.I. и Лил Вејн)                                                                   | 2012   | 50       | 11       | 10       | —        | 58       | —        | —        | —        | —        | —        | - Америчко удружење дискографских кућа: Златно                                                                                        | Trouble Man: Heavy Is the Head              |
| "Yellow Tape" (Fat Joe, Лил Вејн, ASAP Rocky и French Montana)                             | 2012   | —        | —        | —        | —        | —        | —        | —        | —        | —        | —        | | Није ни на једном албуму                    |
| "Marble Floors" (French Montana, Лил Вејн, Рик Рос и 2 Chainz)                             | 2012   | —        | —        | —        | —        | —        | —        | —        | —        | —        | —        | | Excuse My French                            |
| "Karate Chop" (ремикс) (Future и Лил Вејн)                                                 | 2013   | 82       | 27       | 19       | —        | —        | —        | —        | —        | —        | —        | | Honest                                      |
| "All That (Lady)" (Гејм, Лил Вејн, Big Sean, Fabolous и Jeremih)                           | 2013   | —        | 48       | —        | —        | —        | —        | —        | —        | —        | —        | | Jesus Piece                                 |
| "Tapout" (Rich Gang, Лил Вејн, Birdman, Mack Maine, Ники Минаж и Future)                   | 2013   | 44       | 10       | 8        | —        | —        | 134      | —        | —        | —        | —        | - Америчко удружење дискографских кућа: Златно                                                                                        | Rich Gang                                   |
| "Ride 2 It" (TSC и Лил Вејн)                                                               | 2013   | —        | —        | —        | —        | —        | —        | —        | —        | —        | —        | | Није ни на једном албуму                    |
| "Commas" (L.E.P. Bogus Boys, ЛиЛ Вејн и Mase)                                              | 2013   | —        | —        | —        | —        | —        | —        | —        | —        | —        | —        | | Није ни на једном албуму                    |
| "Hello" (Stafford Brothers, Лил Вејн и Christina Milian)                                   | 2013   | —        | —        | —        | 4        | —        | —        | —        | —        | —        | —        | - ARIA: 2× Платина | Није ни на једном албуму                    |
| "Ready to Go" (Лимп Бизкит и Лил Вејн)                                                     | 2013   | —        | —        | —        | —        | —        | —        | —        | —        | —        | —        | | Stampede of the Disco Elephants             |
| "High School" (Ники Минаж и Лил Вејн)                                                      | 2013   | 64       | 20       | 15       | —        | 81       | 91       | —        | —        | —        | 31       | - Америчко удружење дискографских кућа: Златно                                                                                        | Pink Friday: Roman Reloaded – The Re-Up     |
| "All the Time" (Jeremih, Лил Вејн и Natasha Mosley)                                        | 2013   | —        | 47       | —        | —        | —        | —        | —        | —        | —        | —        | - Америчко удружење дискографских кућа: Златно                                                                                        | Late Nights, Jeremih                        |
| "No New Friends" (DJ Khaled, Дрејк, Рик Рос и Лил Вејн)                                    | 2013   | 37       | 9        | 8        | —        | —        | —        | —        | —        | —        | 106      | - Америчко удружење дискографских кућа: Златно                                                                                        | Suffering from Success                      |
| "Wit Me" (T.I. и Лил Вејн)                                                                 | 2013   | 80       | 27       | 21       | —        | —        | —        | —        | —        | —        | —        | | Није ни на једном албуму                    |
| "We Outchea" (Ace Hood и Лил Вејн)                                                         | 2013   | —        | 49       | —        | —        | —        | —        | —        | —        | —        | —        | | Trials & Tribulations                       |
| "Beware" (Big Sean, ЛиЛ Вејн и Jhené Aiko)                                                 | 2013   | 38       | 10       | 7        | —        | —        | —        | —        | —        | —        | 183      | - Америчко удружење дискографских кућа: Златно                                                                                        | Hall of Fame                                |
| "We Been On" (Rich Gang, Р. Кели, Birdman и Лил Вејн)                                      | 2013   | —        | —        | —        | —        | —        | —        | —        | —        | —        | —        | | Rich Gang                                   |
| "She Tried" (ремикс) (P.A.P.I., Лил Вејн, Џа Рук и Birdman)                                | 2013   | —        | —        | —        | —        | —        | —        | —        | —        | —        | —        | | Није ни на једном албуму                    |
| "Space Jam" (Audio Push и Лил Вејн)                                                        | 2013   | —        | —        | —        | —        | —        | —        | —        | —        | —        | —        | | Come as You Are                             |
| "Good Time" (Парис Хилтон и Лил Вејн)                                                      | 2013   | —        | —        | —        | —        | —        | —        | —        | —        | —        | —        | |                                             |
| "Thank You" (Баста Рајмс, Q-Tip, Кање Вест и Лил Вејн)                                     | 2013   | —        | —        | —        | 52       | —        | 179      | —        | —        | —        | 13       | | E.L.E.2 (Extinction Level Event 2)          |
| "Backpack" (Џастин Бибер и Лил Вејн)                                                       | 2013   | —        | —        | —        | —        | —        | —        | —        | —        | —        | 171      | | Journals                                    |
| "Loyal" (Крис Браун, Лил Вејн, French Montana и Too Short)                                 | 2013   | 9        | 4        | —        | 42       | 90       | 35       | 59       | 19       | —        | 10       | - ARIA: Златно - BPI: Сребрно | X                                           |
| "We Alright" (Young Money, Euro, Birdman и Лил Вејн)                                       | 2014   | —        | —        | —        | —        | —        | —        | —        | —        | —        | —        | | Young Money: Rise of an Empire              |
| "Thug Cry" (Rick Ross и Лил Вејн)                                                          | 2014   | —        | 37       | 24       | —        | —        | —        | —        | —        | —        | 193      | | Mastermind                                  |
| "Buy the World" (Mike Will Made It, Future, Лил Вејн и Кендрик Ламар)                      | 2014   | —        | 42       | —        | —        | —        | —        | —        | —        | —        | —        | | Est. in 1989 Pt. 3 (The Album)              |
| "Only" (Ники Минаж, Лил Вејн, Дрејк и Крис Браун)                                          | 2014   | 12       | 1        | 1        | 62       | 20       | 121      | —        | —        | —        | 35       | - Америчко удружење дискографских кућа: Платина                                                                                       | The Pinkprint                               |
| "Truffle Butter" (Ники Минаж, Дрејк и Лил Вејн)                                            | 2015   | 14       | 4        | 3        | —        | 43       | —        | —        | —        | —        | 188      | | The Pinkprint                               |
| "Find You" (Plies, Лил Вејн и K Camp)                                                      | 2015   | —        | —        | —        | —        | —        | —        | —        | —        | —        | —        | | Purple Heart                                |
| "Vamonos" (YT Triz, Рик Рос и Лил Вејн)                                                    | 2015   | —        | —        | —        | —        | —        | —        | —        | —        | —        | —        | | Dysfunctional                               |
| "How Many Times" (DJ Khaled, Крис Браун, Big Sean и Лил Вејн)                              | 2015   | 68       | 17       | 13       | —        | —        | —        | —        | —        | —        | —        | - Америчко удружење дискографских кућа: Златно                                                                                        | I Changed a Lot                             |
| "Just Right for Me" (Monica и Лил Вејн)                                                    | 2015   | —        | —        | —        | —        | —        | —        | —        | —        | —        | —        | | Code Red                                    |
| "Why I Do It" (August Alsina и Лил Вејн)                                                   | 2015   | —        | —        | —        | —        | —        | —        | —        | —        | —        | —        | | This Thing Called Life                      |
| "Bottom of the Bottle" (Curren$y, August Alsina и Лил Вејн)                                | 2015   | 97       | 29       | —        | —        | —        | —        | —        | —        | —        | —        | | Canal Street Confidential                   |
| "Switch Up" (Р. Кели, Jeremih)                                                             | 2015   | —        | —        | —        | —        | —        | —        | —        | —        | —        | —        | | The Buffet                                  |
| "No Problem" (Chance the Rapper, Лил Вејн и 2 Chainz)                                      | 2016   | 43       | 14       | 10       | —        | —        | —        | —        | —        | —        | —        | | Coloring Book                               |
| "Bounce" (2 Chainz и Лил Вејн)                                                             | 2016   | —        | 34       | —        | —        | —        | —        | —        | —        | —        | —        | | ColleGrove                                  |
| "Gotta Lotta" (2 Chainz и Лил Вејн)                                                        | 2016   | 100      | 33       | 20       | —        | —        | —        | —        | —        | —        | —        | | ColleGrove                                  |
| "Like Dat" (PartyNextDoor, Jeremih и Лил Вејн)                                             | 2016   | —        | —        | —        | —        | 100      | —        | —        | —        | —        | —        | | Late Night Party                            |
| "Running Back" (Wale и Лил Вејн)                                                           | 2017   | 100      | 37       | —        | —        | —        | —        | —        | —        | —        | —        | | Shine                                       |
| "Life of the Party" (Young Chris и Лил Вејн)                                               | 2017   | —        | —        | —        | —        | —        | —        | —        | —        | —        | —        | | The Network 4                               |
| "Light My Body Up" (Дејвид Гета, Ники Минаж и Лил Вејн)                                    | 2017   | —        | —        | —        | —        | —        | 16       | 85       | —        | 39       | 64       | |                                             |
| "I'm the One" (DJ Khaled, Џастин Бибер, Quavo, Chance the Rapper и Лил Вејн)               | 2017   | 1        | 1        | 1        | 1        | 1        | 11       | 2        | 1        | 6        | 1        | - Америчко удружење дискографских кућа: 5× Платина - ARIA: 5× Platinum - BPI: Платина - MC: 3× Платина - RMNZ: Платина - SNEP: Златно | Grateful                                    |
| "The Way I Are" (Bebe Rexha и Лил Вејн)                                                    | 2017   | —        | —        | —        | 72       | —        | —        | —        | —        | —        | —        | | All Your Fault: Pt. 2                       |
| "Like a Man" (Onhel и Лил Вејн)                                                            | 2017   | —        | —        | —        | —        | —        | —        | —        | —        | —        | —        | | Није ни на једном албуму                    |
| "Codeine Dreaming" (Kodak Black и Лил Вејн)                                                | 2017   | 52       | 20       | 18       | —        | 53       | —        | —        | —        | —        | —        | | Project Baby 2                              |
| "Rich Sex" (Ники Минаж и Лил Вејн)                                                         | 2018   | 88       | —        | —        | —        | —        | —        | —        | —        | —        | —        | | Queen                                       |
| "Corazon" (Maître Gims, Лил Вејн и French Montana)                                         | 2018   | —        | —        | —        | —        | —        | 68       | —        | —        | —        | —        | | Ceinture noire                              |
| "Fuck A Real Nigga" (DJ Clu, Plies, Лил Вејн, Chris Echols и Chinx)                        | 2018   | —        | —        | —        | —        | —        | —        | —        | —        | —        | —        | |                                             |
| "Pistol On My Side (P.O.M.S.)" (Swizz Beatz и Лил Вејн)                                    | 2018   | —        | —        | —        | —        | —        | —        | —        | —        | —        | —        | | Posion                                      |

### Промотивни синглови
| Назив | Година | Позиција | Позиција | Позиција | Позиција | Позиција | Албум                       |
| Назив | Година | САД      | САД R&B  | САД реп  | КАН      | УК       | Албум                       |
| --- | ------ | -------- | -------- | -------- | -------- | -------- | --------------------------- |
| "Diamonds on My Neck" (ремикс) (Smitty, Swizz Beatz, Лил Вејн и Twista)                                                | 2005   | —        | —        | —        | —        | —        | Није ни на једном албуму    |
| "Party Like a Rockstar" (ремикс) (Shop Boyz, Лил Вејн и Chamillionaire)                                                | 2007   | —        | —        | —        | —        | —        | Није ни на једном албуму    |
| "I'm So Hood" (ремикс) (DJ Khaled, Young Jeezy, Лудакрис, Busta Rhymes, Big Boi, Лил Вејн, Fat Joe, Birdman и Рик Рос) | 2007   | —        | —        | —        | —        | —        | We the Best                 |
| "Just Fine" (Treat 'Em Right ремикс) (Mary J. Blige и Лил Вејн)                                                        | 2008   | —        | —        | —        | —        | —        | Није ни на једном албуму    |
| "You Ain't Got Nuthin" (Juelz Santana и Fabolous)                                                                      | 2008   | 81       | —        | —        | 81       | —        | Tha Carter III              |
| "Mr. Carter" (Џеј-Зи)                                                                                                  | 2008   | 62       | 27       | 13       | —        | —        | Tha Carter III              |
| "Comfortable" (Babyface)                                                                                               | 2008   | —        | 76       | —        | —        | —        | Tha Carter III              |
| "Da Da Da" | 2009   | —        | —        | —        | —        | —        | Rebirth                     |
| "Fuck Today" (Rebirth микс) (Gudda Gudda)                                                                              | 2010   | 76       | —        | —        | —        | —        | Није ни на једном албуму    |
| "Sleazy Remix 2.0: Get Sleazier" (Kesha, Лил Вејн, Виз Калифа, T.I. и André 3000)                                      | 2011   | 37       | —        | —        | 46       | —        | Није ни на једном албуму    |
| "Roman Reloaded" (Ники Минаж и Лил Вејн)                                                                               | 2012   | 70       | 57       | —        | —        | 143      | Pink Friday: Roman Reloaded |
| "Born Stunna" (Remix) (Birdman, Рик Рос, Ники Минаж и Лил Вејн)                                                        | 2012   | —        | —        | —        | —        | —        | Није ни на једном албуму    |
| "Scream & Shout" (Hit-Boy ремикс) (will.i.am, Бритни Спирс, Hit-Boy, Waka Flocka Flame, Diddy и Лил Вејн)              | 2013   | —        | 49       | —        | —        | —        | willpower                   |
| "My Nigga" (ремикс) (YG, Лил Вејн, Rich Homie Quan, Meek Mill и Ники Минаж)                                            | 2014   | —        | —        | —        | —        | —        | My Krazy Life               |
| "Kissin On My Tattoos" (ремикс) (August Alsina и Лил Вејн)                                                             | 2015   | —        | —        | —        | —        | —        | Није ни на једном албуму    |
| "Me U & Hennessy" (ремикс) (DeJ Loaf и Лил Вејн)                                                                       | 2015   | —        | 38       | —        | —        | —        | Sell Sole                   |
| "Nothing But Trouble" (Charlie Puth)                                                                                   | 2015   | 87       | —        | —        | —        | —        | Није ни на једном албуму    |
| "Let Me Love You" (Ariana Grande и Лил Вејн)                                                                           | 2016   | 99       | —        | —        | —        | 180      | Dangerous Woman             |

## Остале песме
| Назив                                                                            | Година | Позиција | Позиција | Позиција | Позиција | Позиција | Позиција | Позиција | Позиција | Позиција | Сертификати                                     | Албум                                |
| Назив                                                                            | Година | САД      | САД R&B  | САД реп  | АУС      | КАН      | НЕМ      | НЗ Hot   | ШВА      | УК       | Сертификати                                     | Албум                                |
| -------------------------------------------------------------------------------- | ------ | -------- | -------- | -------- | -------- | -------- | -------- | -------- | -------- | -------- | ----------------------------------------------- | ------------------------------------ |
| "Barry Bonds" (Кање Вест и Лил Вејн)                                             | 2007   | —        | —        | —        | —        | —        | —        | —        | —        | —        |                                                 | Graduation                           |
| "Whip Game Proper" (Twista и Лил Вејн)                                           | 2007   | —        | —        | —        | —        | —        | —        | —        | —        | —        |                                                 | Adrenaline Rush 2007                 |
| "Hello Brooklyn 2.0" (Џеј-Зи и Лил Вејн)                                         | 2007   | —        | —        | —        | —        | —        | —        | —        | —        | —        |                                                 | American Gangster                    |
| "Luxury Tax" (Рик Рос, Young Yeezy и Лил Вејн                                    | 2008   | —        | —        | —        | —        | —        | —        | —        | —        | —        |                                                 | Trilla                               |
| "Damn I'm Cold" (Bun Bil и Лил Вејн)                                             | 2008   | —        | 86       | —        | —        | —        | —        | —        | —        | —        |                                                 | II Trill                             |
| "3 Peat"                                                                         | 2008   | 66       | —        | —        | —        | —        | —        | —        | —        | —        |                                                 | Tha Carter III                       |
| "Tie My Hands" ([Robin Thicke)                                                   | 2008   | —        | —        | —        | —        | —        | —        | —        | —        | —        |                                                 | Tha Carter III                       |
| "La La" (Brisco и Баста Рајмс)                                                   | 2008   | —        | —        | —        | —        | —        | —        | —        | —        | —        |                                                 | Tha Carter III                       |
| "See You in My Nightmares" (Кање Вест и Лил Вејн)                                | 2008   | 21       | —        | —        | —        | 22       | —        | —        | —        | 111      |                                                 | 808s & Heartbreak                    |
| "Number One" (Jamie Foxx и Лил Вејн)                                             | 2008   | —        | —        | —        | —        | —        | —        | —        | —        | —        |                                                 | Intuition                            |
| "Last of a Dying Breed" (Лудакрис и Лил Вејн)                                    | 2008   | 65       | —        | —        | —        | —        | —        | —        | —        | —        |                                                 | Theater of the Mind                  |
| "Kobe Bryant"                                                                    | 2009   | —        | —        | —        | —        | —        | —        | —        | —        | —        |                                                 | Није ни на једном албуму             |
| "The Supplier" (Shawty Lo, Лил Вејн и Trey Songz)                                | 2009   | —        | —        | —        | —        | —        | —        | —        | —        | —        |                                                 | Shawty Balboa                        |
| "I Get Crazy" (Ники Минаж и Лил Вејн)                                            | 2009   | —        | 37       | 20       | —        | —        | —        | —        | —        | —        |                                                 | Beam Me Up Scotty                    |
| "The Leak" (Lil Twist и Лил Вејн)                                                | 2009   | —        | 77       | —        | —        | —        | —        | —        | —        | —        |                                                 | The Year Book                        |
| "Scared Money" (Young Jeezy и Лил Вејн)                                          | 2009   | —        | —        | —        | —        | —        | —        | —        | —        | —        |                                                 | Није ни на једном албуму             |
| "American Star" (Shanell)                                                        | 2010   | 91       | —        | —        | —        | —        | —        | —        | —        | —        |                                                 | Rebirth                              |
| "Gonorrhea" (Дрејк)                                                              | 2010   | 17       | —        | —        | —        | 86       | —        | —        | —        | —        | - Америчко удружење дискографских кућа: Златно  | I Am Not a Human Being               |
| "Hold Up" (T-Streets)                                                            | 2010   | —        | —        | —        | —        | —        | —        | —        | —        | —        |                                                 | I Am Not a Human Being               |
| "With You" (Дрејк)                                                               | 2010   | —        | —        | —        | —        | —        | —        | —        | —        | —        |                                                 | I Am Not a Human Being               |
| "I Am Not a Human Being"                                                         | 2010   | 65       | —        | —        | —        | —        | —        | —        | —        | —        |                                                 | I Am Not a Human Being               |
| "What's Wrong with Them" (Ники Минаж)                                            | 2010   | 42       | —        | —        | —        | 45       | —        | —        | —        | 83       |                                                 | I Am Not a Human Being               |
| "Popular" (Lil Twist)                                                            | 2010   | —        | —        | —        | —        | —        | —        | —        | —        | —        |                                                 | I Am Not a Human Being               |
| "That Ain't Me" (Jay Sean)                                                       | 2010   | —        | —        | —        | —        | —        | —        | —        | —        | 196      |                                                 | I Am Not a Human Being               |
| "Bill Gates"                                                                     | 2010   | 75       | —        | —        | —        | —        | —        | —        | —        | —        |                                                 | I Am Not a Human Being               |
| "Martians vs. Goblins" (Гејм, Лил Вејн и Tyler, The Creator)                     | 2011   | 100      | —        | —        | —        | —        | —        | —        | —        | —        |                                                 | The R.E.D. Album                     |
| "Intro"                                                                          | 2011   | —        | —        | —        | —        | —        | —        | —        | —        | —        |                                                 | Tha Carter IV                        |
| "Blunt Blowin"                                                                   | 2011   | 33       | —        | —        | —        | —        | —        | —        | —        | —        | - Америчко удружење дискографских кућа: Платина | Tha Carter IV                        |
| "MegaMan"                                                                        | 2011   | 52       | 97       | —        | —        | —        | —        | —        | —        | —        |                                                 | Tha Carter IV                        |
| "Nightmares of the Bottom"                                                       | 2011   | 90       | —        | —        | —        | —        | —        | —        | —        | —        |                                                 | Tha Carter IV                        |
| "How to Hate" (T-Pain)                                                           | 2011   | 84       | —        | —        | —        | —        | —        | —        | —        | —        |                                                 | Tha Carter IV                        |
| "Interlude" (Tech N9ne)                                                          | 2011   | —        | —        | —        | —        | —        | —        | —        | —        | —        |                                                 | Tha Carter IV                        |
| "So Special" (John Legend)                                                       | 2011   | 95       | —        | —        | —        | —        | —        | —        | —        | —        |                                                 | Tha Carter IV                        |
| "President Carter"                                                               | 2011   | 94       | —        | —        | —        | —        | —        | —        | —        | —        |                                                 | Tha Carter IV                        |
| "Outro" (Bun B, Нас, Shyne и Баста Рајмс)                                        | 2011   | —        | —        | —        | —        | —        | —        | —        | —        | —        |                                                 | Tha Carter IV                        |
| "I Like the View"                                                                | 2011   | —        | —        | —        | —        | —        | —        | —        | —        | —        |                                                 | Tha Carter IV                        |
| "Two Shots"                                                                      | 2011   | —        | —        | —        | —        | —        | —        | —        | —        | —        |                                                 | Tha Carter IV                        |
| "The Real Her" (Дрејк, Лил Вејн и André 3000)                                    | 2011   | —        | —        | —        | —        | —        | —        | —        | —        | —        |                                                 | Take Care                            |
| "Bang Bang Pow Pow" (T-Pain и Лил Вејн                                           | 2011   | 48       | —        | —        | —        | 83       | —        | —        | —        | —        |                                                 | Revolver                             |
| "When the Sun Comes Up" (Heidi Anne, T-Pain, Лил Вејн, Рик Рос и Glasses Malone) | 2012   | —        | —        | —        | —        | —        | 76       | —        | —        | —        |                                                 | Није ни на једном албуму             |
| "Let It Roll (Part 2)" (Flo Rida и Лил Вејн)                                     | 2012   | —        | —        | —        | 77       | —        | —        | —        | —        | —        |                                                 | Wild Ones                            |
| "Hail Mary" (Trey Songz, Young Jeezy и Лил Вејн)                                 | 2012   | —        | 77       | —        | —        | —        | —        | —        | —        | —        |                                                 | Chapter V                            |
| "Yuck!" (2 Chainz fи Лил Вејн)                                                   | 2012   | 80       | 48       | —        | —        | —        | —        | —        | —        | —        |                                                 | Based on a T.R.U. Story              |
| "Bitches & Bottles (Let's Get It Started)" (DJ Khaled, Лил Вејн, T.I. и Future)  | 2012   | —        | —        | —        | —        | —        | —        | —        | —        | —        |                                                 | Kiss the Ring                        |
| "Curtains" (Boo & Gotti)                                                         | 2013   | —        | —        | —        | —        | —        | —        | —        | —        | —        |                                                 | I Am Not a Human Being II            |
| "Days and Days" (2 Chainz)                                                       | 2013   | —        | 37       | —        | —        | —        | —        | —        | —        | —        |                                                 | I Am Not a Human Being II            |
| "Gunwalk" (Gudda Gudda)                                                          | 2013   | —        | 49       | —        | —        | —        | —        | —        | —        | —        |                                                 | I Am Not a Human Being II            |
| "Trigger Finger" (Soulja Boy)                                                    | 2013   | —        | —        | —        | —        | —        | —        | —        | —        | —        |                                                 | I Am Not a Human Being II            |
| "Beat the Shit" (Gunplay)                                                        | 2013   | —        | —        | —        | —        | —        | —        | —        | —        | —        |                                                 | I Am Not a Human Being II            |
| "Trippy" (Juicy J)                                                               | 2013   | —        | 39       | —        | —        | —        | —        | —        | —        | —        |                                                 | I Am Not a Human Being II            |
| "God Bless Amerika"                                                              | 2013   | —        | —        | —        | —        | —        | —        | —        | —        | —        |                                                 | I Am Not a Human Being II            |
| "Lay It Down" (Ники Минаж и Cory Gunz)                                           | 2013   | —        | —        | —        | —        | —        | —        | —        | —        | —        |                                                 | I Am Not a Human Being II            |
| "500 Degrees" (Tyga и Лил Вејн)                                                  | 2013   | —        | 39       | —        | —        | —        | —        | —        | —        | —        |                                                 | Hotel California                     |
| "I Do It" (2 Chainz, Дрејк и Лил Вејн)                                           | 2013   | 94       | 31       | 23       | —        | —        | —        | —        | —        | —        |                                                 | B.O.A.T.S. II: Me Time               |
| "Senile" (Young Money, Tyga, Ники Минаж и Лил Вејн)                              | 2014   | —        | 50       | —        | —        | —        | —        | —        | —        | —        |                                                 | Young Money: Rise of an Empire       |
| "Moment" (Young Money и Лил Вејн)                                                | 2014   | —        | —        | —        | —        | —        | —        | —        | —        | —        |                                                 | Young Money: Rise of an Empire       |
| "Used To" (Дрејк и Лил Вејн)                                                     | 2015   | 84       | 29       | 17       | —        | —        | —        | —        | —        | —        |                                                 | If You're Reading This It's Too Late |
| "Deep" (Big Sean и Лил Вејн)                                                     | 2015   | —        | 51       | —        | —        | —        | —        | —        | —        | —        |                                                 | Dark Sky Paradise                    |
| "M'$" (A$AP Rocky и Лил Вејн)                                                    | 2015   | —        | 41       | —        | —        | —        | —        | —        | —        | —        |                                                 | At. Long. Last. A$AP                 |
| "Mad" (Solange Knowles и Лил Вејн)                                               | 2016   | —        | 45       | —        | —        | —        | —        | —        | —        | —        |                                                 | A Seat at the Table                  |
| "Don't Cry" (XXXTentacion)                                                       | 2018   | 5        | 4        | 4        | 50       | 19       | —        | 2        | 64       | 28       |                                                 | Tha Carter V                         |
| "Dedicate"                                                                       | 2018   | 14       | 11       | 11       | 91       | 26       | —        | 9        | —        | —        |                                                 | Tha Carter V                         |
| "Let It Fly" (Тревис Скот)                                                       | 2018   | 10       | 8        | 8        | 71       | 15       | —        | 5        | 66       | 41       |                                                 | Tha Carter V                         |
| "Can't Be Broken"                                                                | 2018   | 17       | 13       | 13       | —        | 37       | —        | —        | —        | —        |                                                 | Tha Carter V                         |
| "Dark Side of the Moon" (Ники Минаж)                                             | 2018   | 26       | 19       | —        | —        | 55       | —        | —        | —        | —        |                                                 | Tha Carter V                         |
| "Mona Lisa" (Кендрик Ламар)                                                      | 2018   | 2        | 1        | 1        | 42       | 7        | —        | 1        | 36       | 21       |                                                 | Tha Carter V                         |
| "What About Me" (Sosamann)                                                       | 2018   | 24       | 17       | 16       | 95       | 52       | —        | —        | —        | —        |                                                 | Tha Carter V                         |
| "Open Letter"                                                                    | 2018   | 47       | 28       | 25       | —        | 70       | —        | —        | —        | —        |                                                 | Tha Carter V                         |
| "Famous" (Reginae Carter)                                                        | 2018   | 36       | 25       | 22       | —        | 62       | —        | —        | —        | —        |                                                 | Tha Carter V                         |
| "Problems"                                                                       | 2018   | 57       | 33       | —        | —        | 81       | —        | —        | —        | —        |                                                 | Tha Carter V                         |
| "Dope Niggaz" (Снуп Дог)                                                         | 2018   | 39       | 27       | 24       | —        | 59       | —        | —        | —        | —        |                                                 | Tha Carter V                         |
| "Hittas"                                                                         | 2018   | 59       | 34       | —        | —        | 90       | —        | —        | —        | —        |                                                 | Tha Carter V                         |
| "Took His Time"                                                                  | 2018   | 65       | 38       | —        | —        | 96       | —        | —        | —        | —        |                                                 | Tha Carter V                         |
| "Open Safe"                                                                      | 2018   | 62       | 36       | —        | —        | 87       | —        | —        | —        | —        |                                                 | Tha Carter V                         |
| "Start This Shit Off Right" (Ашанти и Mack Maine)                                | 2018   | 76       | 42       | —        | —        | —        | —        | —        | —        | —        |                                                 | Tha Carter V                         |
| "Demon"                                                                          | 2018   | 81       | 45       | —        | —        | —        | —        | —        | —        | —        |                                                 | Tha Carter V                         |
| "Mess"                                                                           | 2018   | 74       | 40       | —        | —        | —        | —        | —        | —        | —        |                                                 | Tha Carter V                         |
| "Dope New Gospel" Nivea)                                                         | 2018   | 90       | —        | —        | —        | —        | —        | —        | —        | —        |                                                 | Tha Carter V                         |
| "Perfect Strangers"                                                              | 2018   | 86       | 47       | —        | —        | —        | —        | —        | —        | —        |                                                 | Tha Carter V                         |
| "Used 2"                                                                         | 2018   | 78       | 43       | —        | —        | —        | —        | —        | —        | —        |                                                 | Tha Carter V                         |
| "Let It All Work Out"                                                            | 2018   | 75       | 41       | —        | —        | —        | —        | —        | —        | —        |                                                 | Tha Carter V                         |